# Моррисси, Пол
Пол Моррисси (англ. Paul Morrissey; 23 февраля 1938, Манхэттен, Нью-Йорк — 28 октября 2024, Манхэттен, Нью-Йорк) — американский режиссёр экспериментального кино.

## Биография
Пол Моррисси изучал литературу в Фордхемском университете в Нью-Йорке, получил степень бакалавра искусств в 1959 году. В начале 1960-х, после службы в армии, работал в сфере страхования, а также социальным работником. В это же время он снял свои первые короткометражные фильмы.
В 1965 году Моррисси познакомился с Энди Уорхолом, которого заинтересовали новые идеи молодого режиссёра. Энди предложил вместе снимать экспериментальное кино, и Пол подписал контракт о сотрудничестве со студией Уорхола. Их коллаборацию находили странной и называли «a successful mismatch»: консервативный в своих политических и моральных убеждениях Моррисси и аполитичный Уорхол. Тем не менее их союз оказался весьма плодотворным: «My Hustler» (1965), «Chelsea Girls» (1966), «Imitation of Christ» (1967), «Bike Boy» (1967), «Lonesome Cowboys» (1967), «Flesh» (1968), «Trash» (1970) и другие.
Моррисси перестал сотрудничать с Уорхолом в 1975 году, но продолжал снимать, пока мог найти источники финансирования.
По версии официального сайта Пола Моррисси, это была именно его идея — использовать имя Уорхола для продвижения группы The Velvet Underground, его же идеей было дополнить группу бархатным вокалом Нико. Однако в разговоре с художником и кинорежиссёром Джулианом Шнабелем для журнала «Interview» лидер The Velvet Underground Лу Рид ни разу не упомянул имени Пола Моррисси.
Моррисси умер от пневмонии в больнице Манхэттена 28 октября 2024 года в возрасте 86 лет.

## Фильмография
- Девушки из «Челси» (1966)
- Imitation of Christ (1967)
- The Loves of Ondine (1967)
- Одинокие ковбои / Lonesome Cowboys (1968)
- Плоть (1968)
- Мусор / Trash (1970)
- Women In Revolt (1972)
- Heat (1972)
- Любовь / L’Amour (1973)
- Тело для Франкенштейна / Flesh for Frankenstein (1973)
- Кровь Дракулы / Blood for Dracula (1974)
- The Hound of the Baskervilles (1978)
- Мадам Вонг / Madame Wang’s (1981)
- Forty Deuce (1982)
- Смешанная кровь (1985)
- Племянник Бетховена / Beethoven’s Nephew (1985)
- Spike of Bensonhurst (1988)